# Marie Hesse
Marie Hesse, verw. Maria Isenberg, geb. Maria Gundert (geboren 18. Oktober 1842 in Talasseri, Indien; gestorben 24. April 1902 in Calw, Württemberg), war die Mutter des Schriftstellers und Nobelpreisträgers Hermann Hesse. Die Pietistin, Missionarstochter und Missionarsgattin unterrichtete auch als erste Lehrerin einer höheren Schule in Württemberg.

## Leben
Marie Gundert wurde 1842 in Indien geboren, wo ihr Vater, dessen älteste Tochter sie war, der Indologe Hermann Gundert, eine evangelische Missionsstation betrieb. Ihre Mutter war die Schweizerin Julie Dubois. Das Mädchen wuchs wie seine Geschwister in Basel bei Pflegeeltern auf, bevor Marie 1857 zu ihren Eltern nach Indien reiste und sie dort als Hilfslehrerin, Sekretärin und Begleiterin unterstützte. 1862 kehrte die Familie nach Europa zurück, wo Hermann Gundert in Calw eine Folgeanstellung nach seiner Missionstätigkeit erhalten hatte. Marie half ihm unter anderem bei Übersetzungsarbeiten aus dem Englischen.
Sie lernte in dieser Zeit Charles W. Isenberg kennen, einen britischen Missionar, welchen sie heiratete und mit dem sie 1865 ins indische Hyderabad zog. Das Paar hatte dort drei Kinder; Charles Isenberg zog sich jedoch eine Lungentuberkulose zu, und sie kehrten mit den zwei Söhnen nach Deutschland zurück, wo ihr Mann 1870 im Alter von 30 Jahren starb.
Marie, verwitwete Isenberg, zog mit ihren Kindern zu ihren Eltern nach Calw, wo sie 1871 (als erste Frau Württembergs) an der Realschule Englisch unterrichtete. Ein Angebot der Basler Mission, des Arbeitgebers ihrer Eltern, Medizin zu studieren und als Ärztin nach Indien zurückzukehren, schlug sie aus und heiratete 1874 Johannes Hesse, der im Missionsverlag des Vaters weiter aufstieg und schließlich die Leitung von ihrem Vater übernahm. Gemeinsam hatte das Ehepaar Hesse sechs weitere Kinder.

### Werk
Neben ihrer Tätigkeit als Hausfrau unterstützte sie ihren Mann Johannes bei seinen verlegerischen Tätigkeiten und schrieb auch selbst Beiträge für dessen Missionszeitschriften. Zudem veröffentlichte sie eine Schrift über ihre Zeit in Indien, eine Kurzbiographie ihrer Mutter sowie zwei Biographien über David Livingstone und James Hannington (beide in der Calwer Familienbibliothek). Ihre Tagebücher enthalten Lyrik und Anekdoten aus ihrem Leben und sind von ihrer pietistischen Weltanschauung geprägt, auch ihr Schriftwechsel ist erhalten geblieben.

### Nachkommen
Von den insgesamt neun Nachkommen der Marie Hesse starben drei im Kindesalter. Überlebt haben:
- Theodore Isenberg (* 9. September 1866; † 2. März 1941), Opernsänger, Apotheker, ⚭ Martha Cohen, Kinder.
- Karl Isenberg (* 25. Mai 1869; † 29. März 1937), Gymnasiallehrer in Ellwangen, ⚭ Bertha Elise Berg, Kinder.
- Adele Hesse[4] (* 15. August 1875; † 24. September 1949), ⚭ Hermann Gundert (1876–1956), zuletzt Pfarrer in Eckenweiler
- Hermann Hesse (1877–1962), Dichter
- Marie „Marulla“ Hesse[5] (* 27. November 1880;  † 17. März 1953), Erzieherin in Korntal
- Johannes „Hans“ Hesse (* 13. Juli 1882; † 27. November 1935), Kaufmann

### Ehrung
Anlässlich ihres 175. Geburtstages fand 2017 in Calw ein Kulturprogramm statt. Zeitgenössische Schriftsteller, Musiker und Künstler begaben sich in der ganzen Stadt auf die Spuren Maria Hesses und ihres berühmten Sohnes Hermann.

## Belletristik
- Helen Liebendörfer: Ja und Amen? Hermann Hesses Mutter Marie. Historischer Roman, Basel: Friedrich Reinhardt Verlag, 2017, ISBN 978-3-7245-2231-7